# Fernando Navarro Cano
Fernando Navarro Cano (Madrid, 1981) es un escritor y periodista español especializado en crítica musical. Es columnista en el diario El País y forma parte de la redacción de El País Semanal.

## Biografía
Nacido en Madrid, es licenciado en periodismo por la Universidad Complutense y en historia por la Universidad Autónoma. Interesado desde joven por la música estadounidense, inició su carrera periodística en 2002 como becario en la agencia EFE. Con el paso del tiempo se especializó en crítica musical, siendo colaborador en las revistas musicales Efe Eme y Ruta 66. De ahí pasó a medios del Grupo Prisa como la edición española de Rolling Stone, el programa Los Residentes en M80 Radio, y como colaborador y tertuliano en la Cadena SER.
Desde 2007 trabaja en la sección cultural de El País, donde se ha especializado en actualidad musical y entrevistas. También ha sido crítico musical en el suplemento Babelia, forma parte de la redacción de la revista dominical El País Semanal, y gestiona un blog en el sitio web del diario, La Ruta Norteamericana, sobre música estadounidense. En abril de 2025 comienza a presentar el videopodcast Tercer Acto.
Al margen de su trayectoria periodística, Navarro ha escrito varios libros centrados en la música. En 2011 publicó su primera obra con la editorial 66 rpm, Acordes rotos: Retazos eternos de la música norteamericana, en el que repasa la música popular estadounidense a través de sus artistas más destacados. Cuatro años después lanzó su primera novela bajo el mismo sello, Martha, música para el recuerdo. Posteriormente ha publicado Maneras de vivir (Muddy Waters Books, 2021), que recopila historias ambientadas en la cultura madrileña, y la novela Todo lo que importa sucede en las canciones (Pepitas, 2022).
En abril de 2024 publicó Algo que sirva como luz en Editorial Aguilar; el libro recoge la historia del grupo Supersubmarina y cuenta con la participación de todos sus miembros, que hablan tanto de su fulgurante carrera en la música española como de las consecuencias del accidente de tránsito en 2016 que cortó su trayectoria y les obligó a iniciar una nueva vida.

## Premios
Su libro Todo lo que importa sucede en las canciones fue galardonado en el año 2024 con el Premio Nacional de las Músicas y las Artes Pop Eye al Mejor Libro Musical.
En 2025 la sala El Sol de Madrid le concede el premio Sol en recocimiento a su carrera profesional y su contribución a la música, premio que le entrega Juan de Pablos en el acto celebrado en la misma sala el 1 de abril.

## Obra literaria
- Acordes rotos: Retazos eternos de la música norteamericana. 66 rpm. 2011. ISBN 978-84-939524-1-9.[5]
- Martha. Música para el recuerdo. 66 rpm. 2015. ISBN 978-84-943621-1-8.[7]
- Maneras de vivir. Muddy Waters Books. 2021. ISBN 978-84-122720-5-5.[6]
- Todo lo que importa sucede en las canciones. Pepitas de Calabaza. 2022. ISBN 978-84-124345-6-9.[8]
- Algo que sirva como luz. Editorial Aguilar. 2024. ISBN 9788403524040.